# Асеново (Плевенська область)
Асе́ново (болг. Асеново) — село в Плевенській області Болгарії. Входить до складу общини Никопол.

## Населення
За даними перепису населення 2011 року у селі проживали 290 осіб, з них 282 особи (99,6%) — болгари.
Розподіл населення за віком у 2011 році:
Динаміка населення: